# Cyrtopholis obsoleta
Cyrtopholis obsoleta är en spindelart som först beskrevs av Pelegrín Franganillo Balboa 1935.  
Cyrtopholis obsoleta ingår i släktet Cyrtopholis och familjen fågelspindlar. Artens utbredningsområde är Kuba. Inga underarter finns listade i Catalogue of Life.